# Lőcsei Pál mester

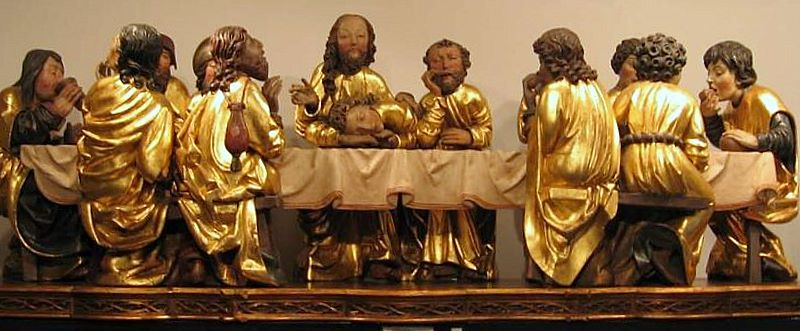
Utolsó vacsora, Pál mester gótikus szoborcsoportja.

Lőcsei Pál mester (szül. 1465/1470–1480 – 1537–1542) fafaragó, szobrász (késő gótika). Nevéhez fűződik a lőcsei Szent Jakab-templom faoltárának elkészítése, amely a világ legmagasabb faoltára. Lőcsén és a Szepességben alkotott, de műveit megtalálhatjuk a liptói, a sárosi és a gömöri térségben is.